# Районы Сочи

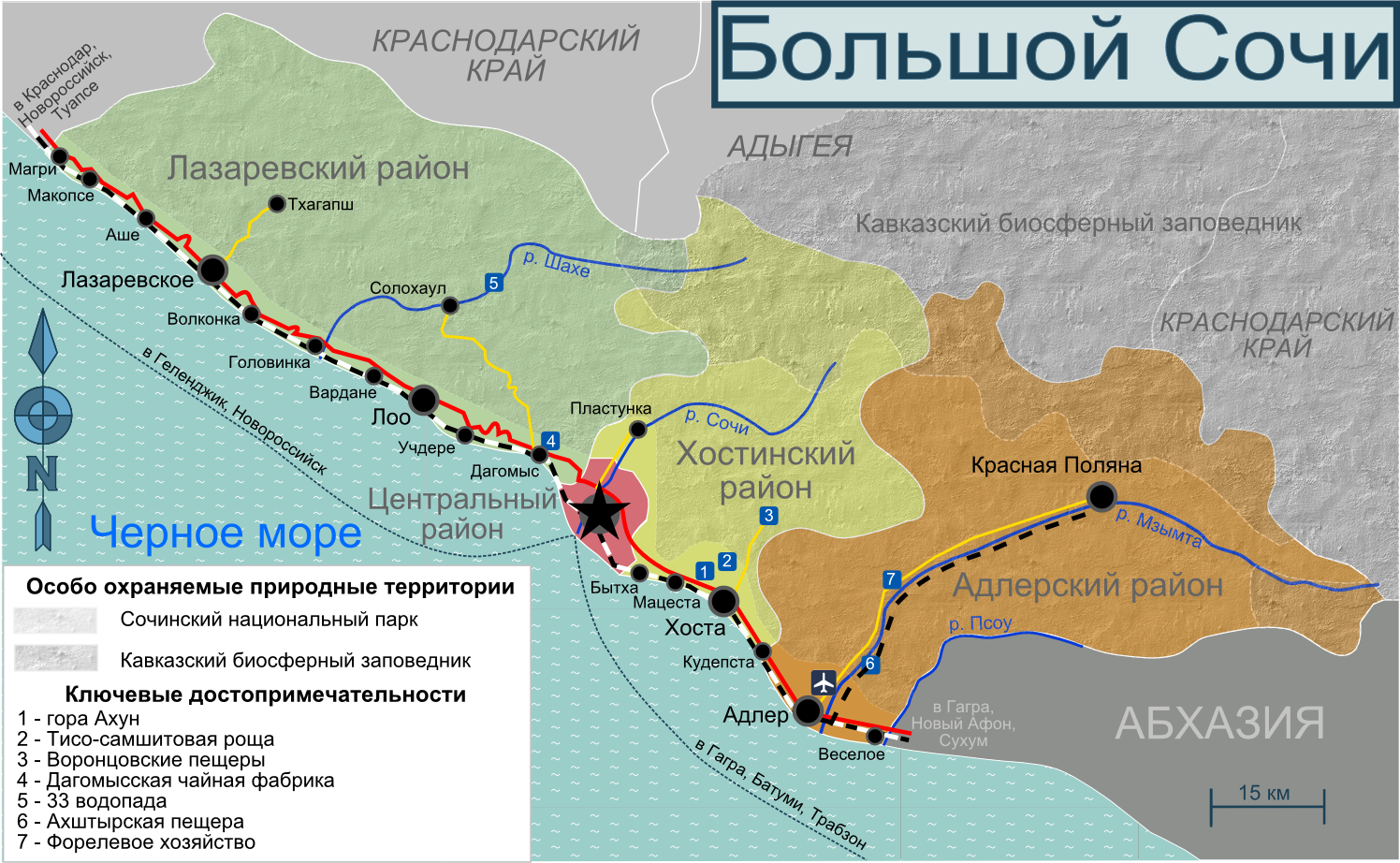
Внутригородские районы Сочи

Город Сочи как объект административно-территориального устройства Краснодарского края состоит из 4 внутригородских районов (районов) и 1 посёлка городского типа как административно-территориальных единиц. Районам в свою очередь административно подчинены 1 поселковый округ и 11 сельских округов. Территориально они вместе составляют единое муниципальное образование город-курорт Сочи. Районы, сельские и поселковый округа, пгт как административно-территориальные единицы Сочи не являются муниципальными образованиями.
Деление города на 4 района было сформировано к 1961 году. С тех пор в состав Сочи входят Адлерский, Лазаревский, Хостинский и Центральный внутригородские районы. Администрации внутригородских районов непосредственно подчиняются главе администрации города Сочи.

## Внутригородские районы
| № п/п | Район              | Место расположения администрации района | Площадь в городской черте, г. Сочи км² | Население, в городской черте г. Сочи, чел. | Площадь, всего, км² | Население, всего, чел. | Плотность населения чел./км² |
| ----- | ------------------ | --------------------------------------- | -------------------------------------- | ------------------------------------------ | ------------------- | ---------------------- | ---------------------------- |
| 1     | Лазаревский        | Лазаревское                             | 79,59                                  | ↘52 289                                    | 1744                | ↘76 534                | 43.88                        |
| 2     | Центральный        | Центр Сочи                              | 30,37                                  | ↗235 213                                   | 32                  | ↗235 213               | 7350.41                      |
| 3     | Хостинский         | Хоста                                   | 31,57                                  | ↘75 466                                    | 374                 | ↘97 325                | 260.23                       |
| 4     | Адлерский          | Адлер                                   | 35,25                                  | ↘83 631                                    | 1352                | ↘125 715               | 92.98                        |
|       | пгт Красная Поляна |                                         | -                                      | —                                          |                     | ↘9165                  |                              |
|       | пгт Дагомыс        |                                         | -                                      | —                                          |                     | ↗17 841                |                              |
|       | итого              |                                         | 176,77                                 | ↗445 149                                   | 3502                | ↗561 610               | 160.37                       |

### Центральный район

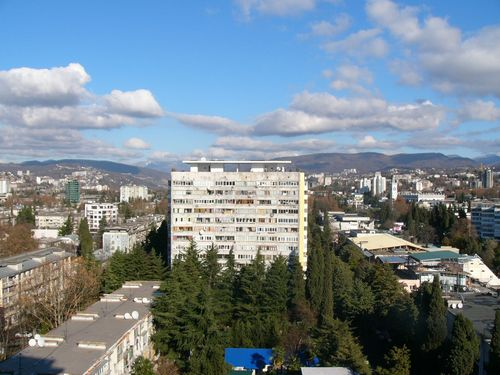
Вид на Центральный район Сочи

Самый маленький по площади и самый населённый район города-курорта Сочи.
Административный центр — Центр Сочи
Район расположен между Мамайским перевалом и рекой Верещагинка. Представляет собой непосредственно сам исторический Сочи, за исключением южной части старого города (Верещагинская Сторона), который входит в состав Хостинского района. С юга и востока граничит с Хостинским, с запада и севера с Лазаревским районами. Особенность района в том, что он не имеет в своём составе сельских поселений.
Центральный район был образован 10 февраля 1961 года на основе собственно г. Сочи.
В Центральном районе выделяют 12 микрорайонов.

### Адлерский район

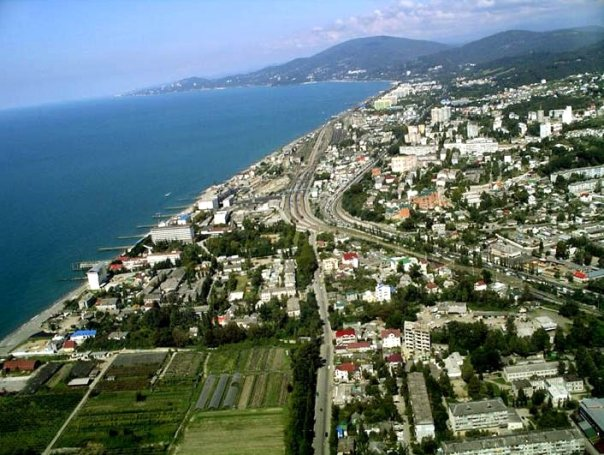
Вид на Адлерский район с самолёта

Самый южный и второй по населению и территории из четырёх районов города-курорта Сочи.
Административный центр — Адлер.
Район расположен на юго-восток от центрального района, между реками Кудепста и Псоу, по которой граничит с Абхазией. На западе граничит с Хостинским районом.
16 октября 1934 года после выделения города Сочи в самостоятельную административно-хозяйственную единицу, центр Сочинского района был перенесен в посёлок Адлер, а район переименован в Адлерский район Азово-Черноморского края. С 13 сентября 1937 года Адлерский район входит в состав Краснодарского края.
10 февраля 1961 года район края была упразднён, а его территория была подчинена Сочинскому горсовету, в связи с чем был образован Адлерский район в составе города Сочи.
Району подчинены 3 сельских и 1 поселковый округ, к последнему из которых относится посёлок городского типа Красная Поляна. Из подчинённых Адлерскому району г. Сочи территорий в Имеретинской низменности 1 февраля 2020 года был выделен посёлок городского типа Сириус, который отделяют от Сочи и выделяют в новое муниципальное образование Сириус со статусом городского округа, закон о чём был принят 3 апреля 2020 года.

### Хостинский район
Третий по величине район города.
Административный центр — Хоста.

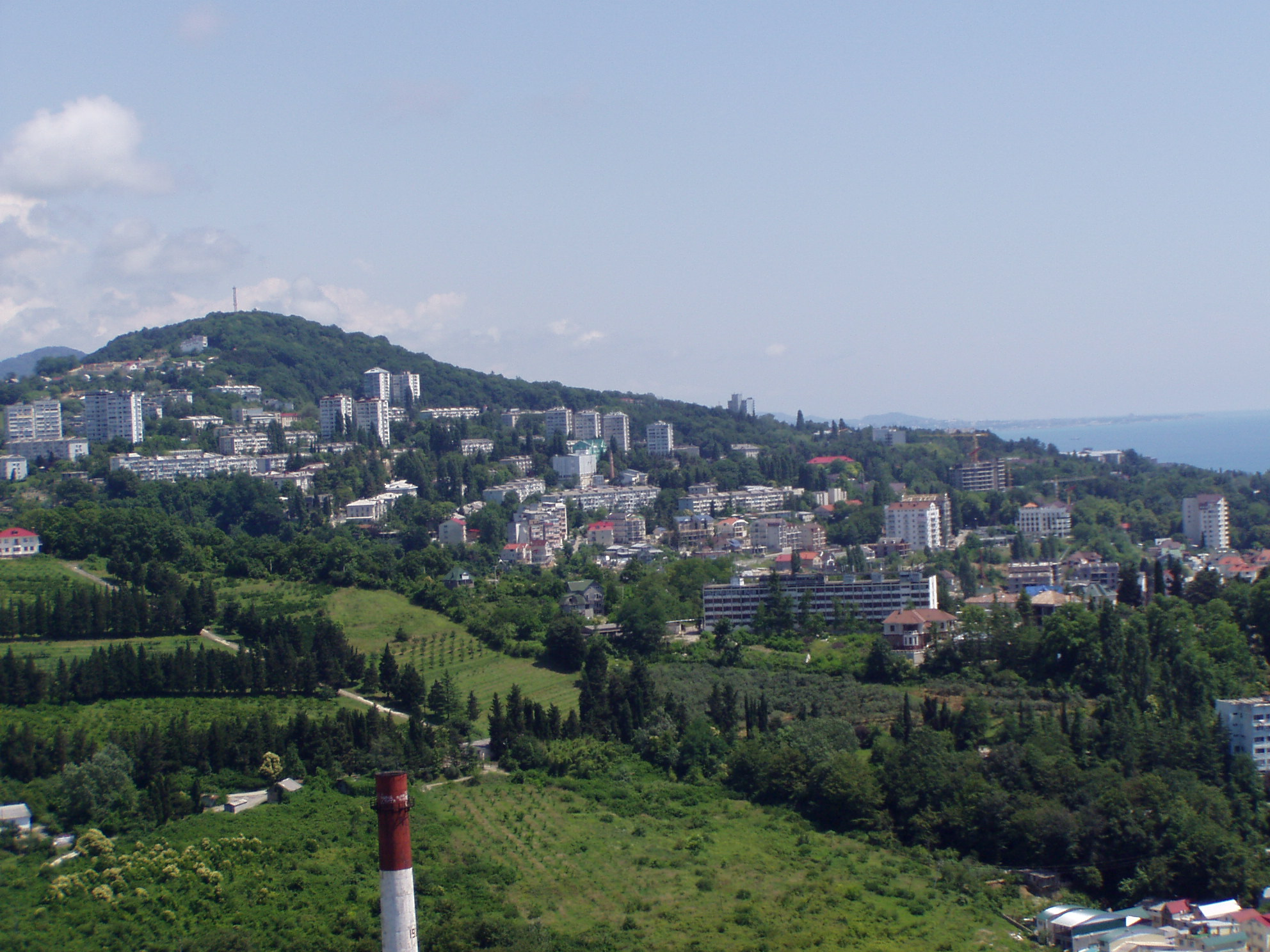
Вид на гору Бытха

Район расположен на берегу Чёрного моря и южных склонах отрогов Главного Кавказского хребта в междуречье Сочи и Кудепсты. Большая часть района относится к Сочинскому национальному парку. На севере граничит с Кавказским государственным биосферным заповедником. Вдоль берега моря, с четко выраженным мысом Видным, район протянулся на 13 км. Район граничит со всеми остальными районами города — Лазаревским, Центральным и Адлерским.
Хостинский район в составе города Сочи был образован 18 апреля 1951 года в границах между рек Кудепста и Агура.
10 февраля 1961 года с присоединением Адлерского и Лазаревского районов и преобразованием собственно города Сочи в Центральный район, границы Хостинского района 7 апреля 1961 года расширяются в сторону центра Сочи до реки Верещагинки и села Пластунка на реке Сочи.
Району подчинены 2 сельских округа.

### Лазаревский район

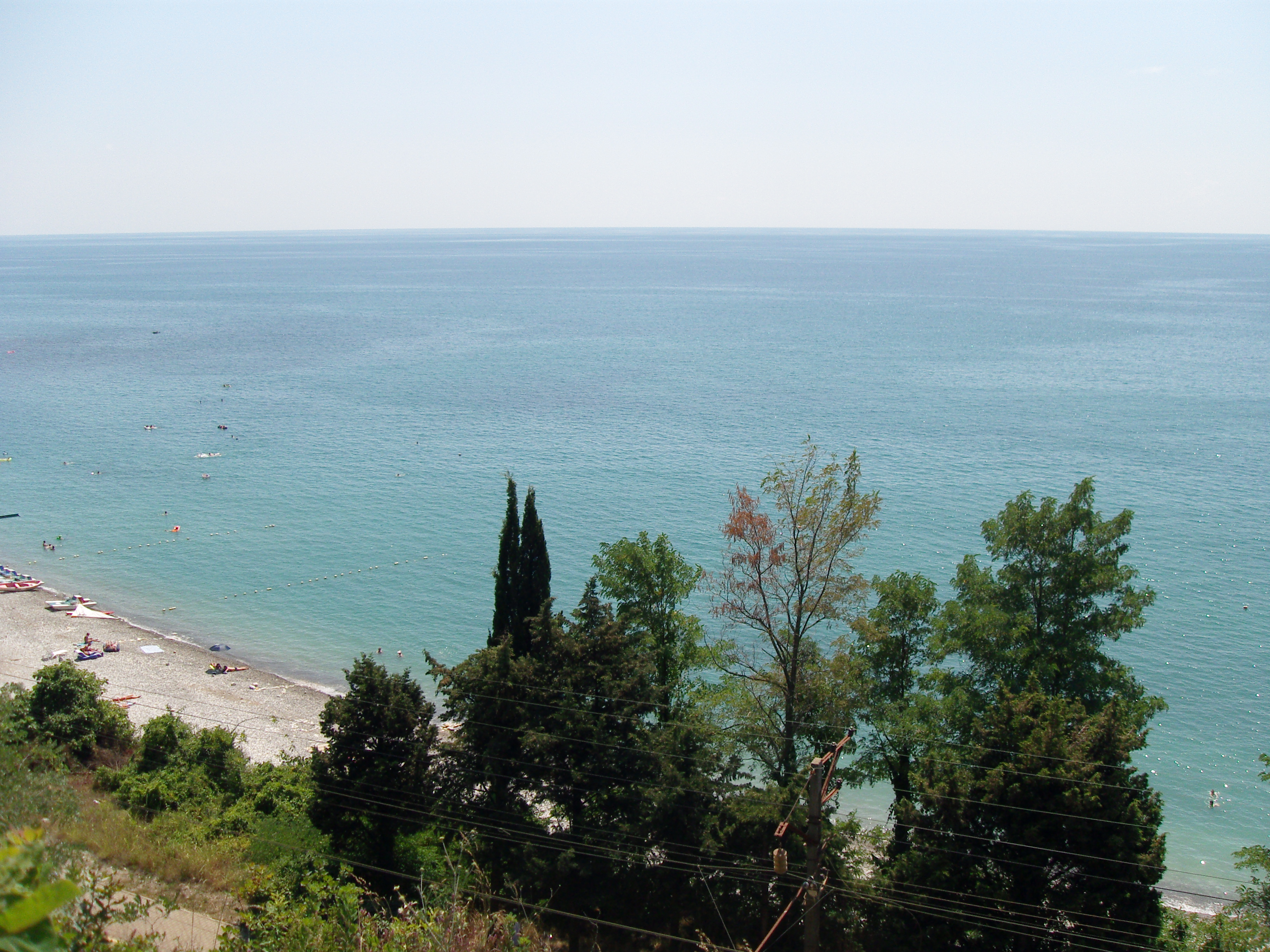
Побережье Чёрного моря в Лазаревском районе

Самый большой по площади район в городе.
Административный центр — Лазаревское
Район расположен по берегу Чёрного моря от реки Шепси до Мамайского Перевала. Граничит с Центральным и Хостинским районами.
Району подчинены 6 сельских округов.

## Сельские и поселковые округа
Адлерскому внутригородскому району подчинены:
- Краснополянский поселковый округ: поселок городского типа Красная Поляна, сёла Медовеевка, Кепша, Чвижепсе, Эстосадок.
- Кудепстинский сельский округ: село Бестужевское, Вардане-Верино, Верхнениколаевское, Воронцовка, посёлок Дубравный, Илларионовка, Калиновое Озеро, Каштаны, Красная Воля, Хлебороб;
- Молдовский сельский округ: сёла Молдовка, Высокое, Галицыно, Казачий Брод, Лесное, Липники, Монастырь, Орёл-Изумруд;
- Нижнешиловский сельский округ: сёла Аибга, Ахштырь, Верхневесёлое, Весёлое, Ермоловка, Нижняя Шиловка, Черешня.

Лазаревскому внутригородскому району подчинены:
- Верхнелооский сельский округ: сёла Беранда, Верхнеармянская Хобза, Верхнеармянское Лоо, Верхнее Буу, Верхнеякорная Щель, Горное Лоо, Детляжка, Нижнее Учдере;
- Кировский сельский округ: сёла Алексеевское, Марьино, Татьяновка и аул Тхагапш;
- Кичмайский сельский округ: аулы Большой Кичмай и Малый Кичмай, сёла Зубова Щель, Каткова Щель, Волконка;
- Лыготхский сельский округ: аулы Калеж, Лыготх, село Мамедова Щель, аулы Наджиго и Хаджико;
- Солохаульский сельский округ: сёла Бзогу, Верхнерусское Лоо, Отрадное, Солохаул, Харциз Второй, Харциз Первый;
- Волковский сельский округ: сёла Альтмец, Барановка, Варваровка, Васильевка, Верхнее Учдере, Волковка, Ордынка, Разбитый Котёл, Сергей-Поле, Третья Рота, Четвертая Рота.

Хостинскому внутригородскому району подчинены:
- Барановский сельский округ: сёла Барановка, Верхний Юрт, Пластунка, Русская Мамайка;
- Раздольский сельский округ: сёла Краевско-Армянское, Богушевка, Верховское, Измайловка, Прогресс, Раздольное, Семеновка.

В Центральном внутригородском районе сельских (поселковых) округов не имеется.
Посёлок городского типа Дагомыс выведен из состава Лазаревского района города Сочи по решению Городского Собрания Сочи от 28 июля 2021 года.

## ТОСы
Внутригородские районы включают советы территориального общественного самоуправления (ТОС) города Сочи (в скобках численность населения на территории ТОС):
| Центральный район включает 7 органов ТОС: - 1. ТОС «Гагаринский» (32833 чел.) - 2. ТОС «Донской» (30385 чел.) - 3. ТОС «Завокзальный» (29360 чел.) - 4. ТОС «Мамайка» (7301 чел.) - 5. ТОС «КСМ» (6898 чел.) - 6. ТОС «Центральный»12158 чел.) - 7. ТОС «Заречный» (21333 чел.) | Хостинский район включает 14 органов ТОС: - 8. ТОС «Благодать» (4095 чел.) - 9. ТОС «Кудепста» (11188 чел.) - 10. ТОС «Бытха» (14607 чел.) - 11. ТОС «Хоста» (10956 чел.) - 12. ТОС «Малый Ахун» (1996 чел.) - 13. ТОС «Мацеста» (5023 чел.) - 14. ТОС «Светлана» (11786 чел.) - 15. ТОС «Прогресс» (1937 чел.) - 16. ТОС «Измайловка» (2272 чел.) - 17. ТОС «Раздольное» (2389 чел.) - 18. ТОС «Приморский» (2412 чел.) - 19. ТОС «Краевско-Армянское» (2042 чел.) - 20. ТОС «Пластунка» (2058 чел.) - 21. ТОС «Барановский» (1501 чел.) | Лазаревский район включает 29 органов ТОС: - 22. ТОС «Аше» (827 чел.) - 23. ТОС «Аврора» (550 чел.) - 24. ТОС «Вардане» (3075 чел.) - 25. ТОС «Вишневка» (1419 чел.) - 26. ТОС «Волковка» (2639 чел.) - 27. ТОС «Волконка» (929 чел.) - 28. ТОС «Верхнеармянское Лоо» (685 чел.) - 29. ТОС «Горное Лоо» (3824 чел.) - 30. ТОС «Головинка» (3149 чел.) - 31. ТОС «Дагомыс» (19458 чел.) - 32. ТОС «Калеж» (428 чел.) - 33. ТОС «Кичмай» (783 чел.) - 34. ТОС «Лазаревское» (25337 чел.) - 35. ТОС «Лоо» (5513 чел.) - 36. ТОС «Макопсе» (680 чел.) - 37. ТОС «Марьино» (136 чел.) - 38. ТОС «Мирный» (214 чел.) - 39. ТОС «Советквадже»1912 чел.) - 40. ТОС «Солоники» (1084 чел.) - 41. ТОС «Сергей-Поле» (1920 чел.) - 42. ТОС «Тихоновка» (294 чел.) - 43. ТОС «Шхафит» (366 чел.) - 44. ТОС «Якорная Щель» (2116 чел.) - 45. ТОС «Уч-Дере» (1346 чел.) - 46. ТОС п. «Нажиго» (151 чел.) - 47. ТОС « Нор-Луйс» (270 чел.) - 48. ТОС «Чемитоквадже» (360 чел.) - 49. ТОС «Зубова Щель» (315 чел.) - 50. ТОС «Магри» (450 чел.) | Адлерский район включает 16 органов ТОС: - 51. ТОС «Блиново» (5280 чел.) - 52. ТОС «Бестужевское» (594 чел.) - 53. ТОС «Псоу» (3067 чел.) - 54. ТОС «Весёлое» (6723 чел.) - 55. ТОС «Голубые Дали» (15806 чел.) - 56. ТОС «Калиновое озеро» (1891 чел.) - 57. ТОС «Каштаны» (950 чел.) - 58. ТОС «Красная Воля» (954 чел.) - 59. ТОС «Краснополянского поселкового округа» (5046 чел.) - 60. ТОС «Молдовского сельского округа» (14833 чел.) - 61. ТОС «Нижнешиловского сельского округа» (15368 чел.) - 62. ТОС «Центральный» (8359 чел.) - 63. ТОС «Черемушки» (18000 чел.) - 64. ТОС «Чкаловский» (3024 чел.) - 65. ТОС «Южный» (5155 чел.) - 66. ТОС «Верхнениколаевское» (1125 чел.) |

## Населённые пункты
Городу краевого подчинения Сочи (его внутригородским районам через сельские округа и поселковый округ) подчинены 81 населённый пункт, составляющих вместе с самим городом соответствующий городской округ город-курорт Сочи
| №     | Населённый пункт      | Тип нп  | Население | Внутригородской район | Сельский (поселковый) округ      |
| ----- | --------------------- | ------- | --------- | --------------------- | -------------------------------- |
| 1e-06 | Сочи                  | город   | ↗445 149  | Центральный район     | -                                |
| 1     | Аибга                 | село    | ↘155      | Адлерский район       | Нижнешиловский сельский округ    |
| 2     | Алексеевское          | село    | ↗405      | Лазаревский район     | Кировский сельский округ         |
| 3     | Альтмец               | село    | ↘197      | Лазаревский район     | Волковский сельский округ        |
| 4     | Ахштырь               | село    | ↗168      | Адлерский район       | Нижнешиловский сельский округ    |
| 5     | Барановка             | село    | ↗996      | Лазаревский район     | Волковский сельский округ        |
| 6     | Барановка             | село    | ↗3943     | Хостинский район      | Барановский сельский округ       |
| 7     | Беранда               | село    | ↗450      | Лазаревский район     | Верхнелооский сельский округ     |
| 8     | Бестужевское          | село    | ↘287      | Адлерский район       | Кудепстинский сельский округ     |
| 9     | Бзогу                 | село    | ↗12       | Лазаревский район     | Солохаульский сельский округ     |
| 10    | Богушёвка             | село    | ↗349      | Хостинский район      | Раздольский сельский округ       |
| 11    | Большой Кичмай        | аул     | ↗724      | Лазаревский район     | Кичмайский сельский округ        |
| 12    | Варваровка            | село    | ↗281      | Лазаревский район     | Волковский сельский округ        |
| 13    | Вардане-Верино        | село    | ↘298      | Адлерский район       | Кудепстинский сельский округ     |
| 14    | Васильевка            | село    | ↗444      | Лазаревский район     | Волковский сельский округ        |
| 15    | Верхнеармянская Хобза | село    | ↗570      | Лазаревский район     | Верхнелооский сельский округ     |
| 16    | Верхнеармянское Лоо   | село    | ↗639      | Лазаревский район     | Верхнелооский сельский округ     |
| 17    | Верхневеселое         | село    | ↗2374     | Адлерский район       | Нижнешиловский сельский округ    |
| 18    | Верхнее Буу           | село    | ↗908      | Лазаревский район     | Верхнелооский сельский округ     |
| 19    | Верхнее Учдере        | село    | ↘184      | Лазаревский район     | Волковский сельский округ        |
| 20    | Верхнениколаевское    | село    | ↘1015     | Адлерский район       | Кудепстинский сельский округ     |
| 21    | Верхнерусское Лоо     | село    | ↗24       | Лазаревский район     | Солохаульский сельский округ     |
| 22    | Верхнеякорная Щель    | село    | ↗260      | Лазаревский район     | Верхнелооский сельский округ     |
| 23    | Верхний Юрт           | село    | ↗3954     | Хостинский район      | Барановский сельский округ       |
| 24    | Верховское            | село    | ↗184      | Хостинский район      | Раздольский сельский округ       |
| 25    | Весёлое               | село    | ↗5620     | Адлерский район       | Нижнешиловский сельский округ    |
| 26    | Волковка              | село    | ↗3117     | Лазаревский район     | Волковский сельский округ        |
| 27    | Волконка              | село    | ↗467      | Лазаревский район     | Кичмайский сельский округ        |
| 28    | Воронцовка            | село    | ↘127      | Адлерский район       | Кудепстинский сельский округ     |
| 29    | Высокое               | село    | ↘3209     | Адлерский район       | Молдовский сельский округ        |
| 30    | Галицыно              | село    | ↗991      | Адлерский район       | Молдовский сельский округ        |
| 31    | Горное Лоо            | село    | ↘3018     | Лазаревский район     | Верхнелооский сельский округ     |
| 32    | Дагомыс               | пгт     | ↗17 841   |                       |                                  |
| 33    | Детляжка              | село    | ↗517      | Лазаревский район     | Верхнелооский сельский округ     |
| 34    | Дубравный             | посёлок | ↗335      | Адлерский район       | Кудепстинский сельский округ     |
| 35    | Ермоловка             | село    | ↘370      | Адлерский район       | Нижнешиловский сельский округ    |
| 36    | Зубова Щель           | село    | ↘253      | Лазаревский район     | Кичмайский сельский округ        |
| 37    | Измайловка            | село    | ↘1290     | Хостинский район      | Раздольский сельский округ       |
| 38    | Илларионовка          | село    | ↘439      | Адлерский район       | Кудепстинский сельский округ     |
| 39    | Казачий Брод          | село    | ↗1351     | Адлерский район       | Молдовский сельский округ        |
| 40    | Калеж                 | аул     | ↘393      | Лазаревский район     | Лыготхский сельский округ        |
| 41    | Калиновое Озеро       | село    | ↘741      | Адлерский район       | Кудепстинский сельский округ     |
| 42    | Каткова Щель          | село    | ↗171      | Лазаревский район     | Кичмайский сельский округ        |
| 43    | Каштаны               | село    | ↗664      | Адлерский район       | Кудепстинский сельский округ     |
| 44    | Кепша                 | село    | ↘316      | Адлерский район       | Краснополянский поселковый округ |
| 45    | Краевско-Армянское    | село    | ↗3709     | Хостинский район      | Раздольский сельский округ       |
| 46    | Красная Воля          | село    | ↗990      | Адлерский район       | Кудепстинский сельский округ     |
| 47    | Красная Поляна        | пгт     | ↘9165     | Адлерский район       | Краснополянский поселковый округ |
| 48    | Лесное                | село    | ↗423      | Адлерский район       | Молдовский сельский округ        |
| 49    | Липники               | село    | ↘153      | Адлерский район       | Молдовский сельский округ        |
| 50    | Лыготх                | аул     | →43       | Лазаревский район     | Лыготхский сельский округ        |
| 51    | Малый Кичмай          | аул     | ↘205      | Лазаревский район     | Кичмайский сельский округ        |
| 52    | Мамедова Щель         | село    | ↗256      | Лазаревский район     | Лыготхский сельский округ        |
| 53    | Марьино               | село    | ↗117      | Лазаревский район     | Кировский сельский округ         |
| 54    | Медовеевка            | село    | ↗118      | Адлерский район       | Краснополянский поселковый округ |
| 55    | Молдовка              | село    | #Н/Д      | Адлерский район       | Молдовский сельский округ        |
| 56    | Монастырь             | село    | ↗166      | Адлерский район       | Молдовский сельский округ        |
| 57    | Наджиго               | аул     | ↘141      | Лазаревский район     | Лыготхский сельский округ        |
| 58    | Нижнее Учдере         | село    | ↗1425     | Лазаревский район     | Верхнелооский сельский округ     |
| 59    | Нижняя Шиловка        | село    | ↘5073     | Адлерский район       | Нижнешиловский сельский округ    |
| 60    | Ордынка               | село    | ↗405      | Лазаревский район     | Волковский сельский округ        |
| 61    | Орёл-Изумруд          | село    | ↗7874     | Адлерский район       | Молдовский сельский округ        |
| 62    | Отрадное              | село    | →131      | Лазаревский район     | Солохаульский сельский округ     |
| 63    | Пластунка             | село    | ↗2270     | Хостинский район      | Барановский сельский округ       |
| 64    | Прогресс              | село    | ↗1608     | Хостинский район      | Раздольский сельский округ       |
| 65    | Разбитый Котел        | село    | ↗539      | Лазаревский район     | Волковский сельский округ        |
| 66    | Раздольное            | село    | ↗5460     | Хостинский район      | Раздольский сельский округ       |
| 67    | Русская Мамайка       | село    | ↗398      | Хостинский район      | Барановский сельский округ       |
| 68    | Семёновка             | село    | ↗237      | Хостинский район      | Раздольский сельский округ       |
| 69    | Сергей-Поле           | село    | ↗1923     | Лазаревский район     | Волковский сельский округ        |
| 70    | Солохаул              | село    | ↗214      | Лазаревский район     | Солохаульский сельский округ     |
| 71    | Татьяновка            | село    | ↘23       | Лазаревский район     | Кировский сельский округ         |
| 72    | Третья Рота           | село    | ↘76       | Лазаревский район     | Волковский сельский округ        |
| 73    | Тхагапш               | аул     | ↗167      | Лазаревский район     | Кировский сельский округ         |
| 74    | Хаджико               | аул     | ↗518      | Лазаревский район     | Лыготхский сельский округ        |
| 75    | Харциз Второй         | село    | →156      | Лазаревский район     | Солохаульский сельский округ     |
| 76    | Харциз Первый         | село    | ↘348      | Лазаревский район     | Солохаульский сельский округ     |
| 77    | Хлебороб              | село    | ↗584      | Адлерский район       | Кудепстинский сельский округ     |
| 78    | Чвижепсе              | село    | ↘60       | Адлерский район       | Краснополянский поселковый округ |
| 79    | Черешня               | село    | ↗3752     | Адлерский район       | Нижнешиловский сельский округ    |
| 80    | Четвёртая Рота        | село    | →0        | Лазаревский район     | Волковский сельский округ        |
| 81    | Эстосадок             | село    | ↗890      | Адлерский район       | Краснополянский поселковый округ |